# Bahnea
Bahnea (Bonyha en hongrois, Bachnen en allemand, Bahnen en dialecte saxon) est une commune roumaine du județ de Mureș, dans la région historique de Transylvanie et dans la région de développement du Centre.

## Géographie
La commune de Bahnea est située au sud du județ, sur la rive gauche de la Târnava Mică, sur le Plateau de Târnava (Podișul Târnavelor), à la limite avec le județ de Sibiu, à 15 km à l'est de Târnăveni et à 32 km au sud de Târgu Mureș, le chef-lieu du județ.
La municipalité est composée des sept villages suivants (population en 2002) :
- Bahnea (1 948) ;
- Bernadea (193) ;
- Cund (192) ;
- Daia (227) ;
- Gogan (674) ;
- Idiciu (374) ;
- Lepindea (204).

## Histoire
La première mention écrite du village date de 1291 sous le nom de Bahna. Elle a été un fief de la famille Bethlen, très puissante en Transylvanie.
La commune de Bahnea a appartenu au royaume de Hongrie, puis à l'empire d'Autriche et à l'Empire austro-hongrois.
En 1876, lors de la réorganisation administrative de la Transylvanie, Bahnea a été rattachée au comitat de Kis-Küküllő.
La commune de Bahnea a rejoint la Roumanie en 1920, au traité de Trianon, lors de la désagrégation de l'Autriche-Hongrie. Elle a été de nouveau occupée par la Hongrie de 1940 à 1944, période durant laquelle la petite communauté juive fut exterminée par les nazis. Elle est redevenue roumaine en 1945.

## Politique
| Parti | Parti                                            | Sièges |
| ----- | ------------------------------------------------ | ------ |
|       | Union démocrate magyare de Roumanie (UDMR)       | 5      |
|       | Parti national libéral (PNL)                     | 3      |
|       | Parti social-démocrate (PSD)                     | 2      |
|       | Parti des Roms « Pro-Europe »                    | 2      |
|       | Parti national paysan chrétien-démocrate (PNȚCD) | 1      |

## Religions
En 2002, la composition religieuse de la commune était la suivante :
- Chrétiens orthodoxes, 51,78 % ;
- Réformés, 34,86 % ;
- Pentecôtistes, 7,58 % ;
- Baptistes, 1,99 % ;
- Catholiques grecs, 1,23 %.

## Démographie
En 1900, la commune comptait 2 082 Roumains (39,22 %), 2 252 Hongrois (42,42 %) et 854 Allemands (16,09 %).
En 1930, on recensait 2 373 Roumains (40,51 %), 2 195 Hongrois (37,47 %), 1 006 Allemands (17,17 %), 75 Juifs (1,28 %) et 198 Tsiganes (3,38 %).
En 2002, 1 452 Roumains (38,09 %) côtoient 1 348 Hongrois (35,36 %), 991 Tsiganes (25,99 %) et 17 Allemands (0,44 %). On comptait à cette date 1 237 ménages et 1 437 logements.
| 1850  | 1880  | 1900  | 1910  | 1930  | 1956  | 1977  | 1992  | 2002  |
| ----- | ----- | ----- | ----- | ----- | ----- | ----- | ----- | ----- |
| 4 634 | 4 394 | 4 926 | 5 309 | 5 858 | 5 871 | 4 748 | 3 867 | 3 812 |

| 2007  | - | - | - | - | - | - | - | - |
| ----- | - | - | - | - | - | - | - | - |
| 3 831 | - | - | - | - | - | - | - | - |

## Économie
L'économie de la commune repose sur l'agriculture et l'élevage.

## Communications

### Routes
Bahnea est située sur la route régionale reliant Târnăveni et Sovata.

### Voies ferrées
Bahnea est desservie par la ligne de chemin de fer Blaj-Sovata.

## Lieux et monuments
- Bahnea, temple réformé du XVe siècle.

- Bahnea, château Bethlen (1545).

- Bernadea, église orthodoxe en bois de 1805.

- Cund, église du XIVe siècle et XVe siècle.

- Gogan, église réformée de 1501 (plafonds conservés à Budapest).

- Gogan, château royal de 1347.

- Lepindea, église orthodoxe des Sts Archanges Michel et Gabriel (Sf. Arhageli Mihail și Gavrili) de 1796.

## Personnalités liées
- Domokos Bölöni (1946-), écrivain de langue hongroise.